# Torre de Bias
A torre de Bias ou atalaia de Bias é uma construção militar de Portugal, fica na Fuseta, no Município de Olhão, e data do século XI.